# Doramad
Doramad (niem. Doramad Radioaktive Zahncreme, Radioaktywna pasta do zębów Doramad) – pasta do zębów produkowana w Niemczech przez berlińską firmę Auergesellschaft w okresie międzywojennym i w czasach II wojny światowej. Zawierała substancję radioaktywną oznaczaną jako thorium x, będącą pochodną toru, radioaktywnego metalu, która zdaniem producentów miała właściwości zdrowotne.

## Produkcja
Założycielem firmy produkującej Doramad był austriacki naukowiec Carl Auer von Welsbach. Pasta do zębów zawierała niewielką dawkę promieniotwórczej substancji uzyskiwanej z toru, który z kolei pozyskiwany był z monacytów. Firma Auergesellschaft wykorzystywała tor i metale ziem rzadkich do wytwarzania produktów przemysłowych, między innymi tzw. koszulek Auera; pastę do zębów wytwarzano przy okazji tej działalności jako produkt uboczny. Jej radioaktywność reklamowano jako przynoszącą korzyści zdrowotne, mającą działanie antybakteryjne, przyczyniającą się do wzmocnienia żywotności zębów i dziąseł.
Zgodnie z przekazem marketingowym producenta pasta miała pobudzać krążenie krwi w dziąsłach, zabijać zarazki i zwiększać siłę życiową tkanek. W latach 30. pastę eksportowano na rynki zagraniczne; reklamowano ją m.in. w czasopismach "Polska Zachodnia", "Nowy Kurjer" czy "IKC".
Według artykułów reklamowych rozsyłanych przez producentów po towarzystwach stomatologicznych jedyną substancją czynną pasty był wodorotlenek toru. Zgodnie z tym źródłem w stu częściach preparatu znajdowało się: 51 części węglanu sodu, 26 gliceryny, 16 wody destylowanej, 6 mydła sodowego, 1 olejków eterycznych i 0,05 części wodorotlenku toru. 
Substancja określana w początkach XX wieku jako thorium x w późniejszej nauce sprecyzowana została jako izotop radu-224. Thorium x  jest produktem rozpadu toru i była popularną substancją stosowaną w lecznictwie i kosmetologii do lat 60. XX wieku. Wraz ze wzrostem wiedzy na temat zagrożeń związanych z jej stosowaniem zaprzestano jej wykorzystywania w medycynie. W Niemczech thorium x sprzedawano pod nazwą handlową doramad. 

## II wojna światowa
Przy okazji niemieckiej okupacji Francji podczas II wojny światowej grupa niemieckich naukowców związanych z firmą Auergesselshaft przejęła kontrolę nad znajdującymi się we Francji zapasami toru należącymi do firmy Société des Terres Rares. Zgodnie z relacją fizyka Samuela Goudsmita, Amerykanie prowadzący wywiad niemieckiej nauki w ramach Operacji Alsos, dowiedziawszy się o sprawie jesienią 1944, zakładali, że niemieckie zainteresowanie pierwiastkiem ma związek z próbami rafinacji uranu, na potrzeby produkcji bomby atomowej. W świetle późniejszych informacji uzyskanych przez aliantów od pojmanego przedstawiciela firmy Auer okazało się, że ideą przyświecającą niemieckim chemikom przejmującym francuski tor była również chęć rozwinięcia produkcji pasty do zębów Doramad i innych kosmetyków radioaktywnych w okresie powojennym. Sprawa została opisana przez Goudsmita w książce nt. dziejów projektu, Alsos. Po wojnie przedsiębiorstwo Auergesselshaft zostało przejęte przez firmę Degussa. 